# Leuctra inermis
Leuctra inermis är en bäcksländeart som beskrevs av Kempny 1899. Leuctra inermis ingår i släktet Leuctra och familjen smalbäcksländor. Inga underarter finns listade i Catalogue of Life.

## Bildgalleri

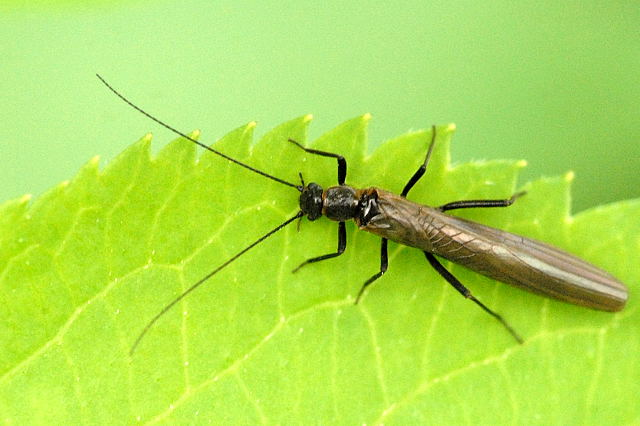